# Waldbahn Reșița
| Waldbahn Reșița | Waldbahn Reșița         |
| --- | ----------------------- |
| Principesa Elena – D Tender-Lokomotive der Resitaer-Waldbahn ausgerüstet mit Friedmanns Abdampf-Injektor Klasse LF |                         |
| Streckenlänge: | 90 km                   |
| Spurweite: | 760 mm (Bosnische Spur) |
| Streckengeschwindigkeit:                                                                                           | 30 km/h                 |
| |                         |

Die Waldbahn Reșița war eine 90 km lange mit Dampflokomotiven betriebene Waldbahn bei Oravița in der Nähe von Reșița. Sie hatte eine Spurweite von 760 mm.

## Streckenverlauf
Die Reșițaer Eisenwerke und Domänen AG betrieben eine sehr große Forst- und Landwirtschaft in Oravita. Das in den dortigen Wäldern geschlagene Buchenholz wurde mit der 90 km langen Waldbahn und durch Triftkanäle zu den Sägewerken transportiert.

## Geschichte

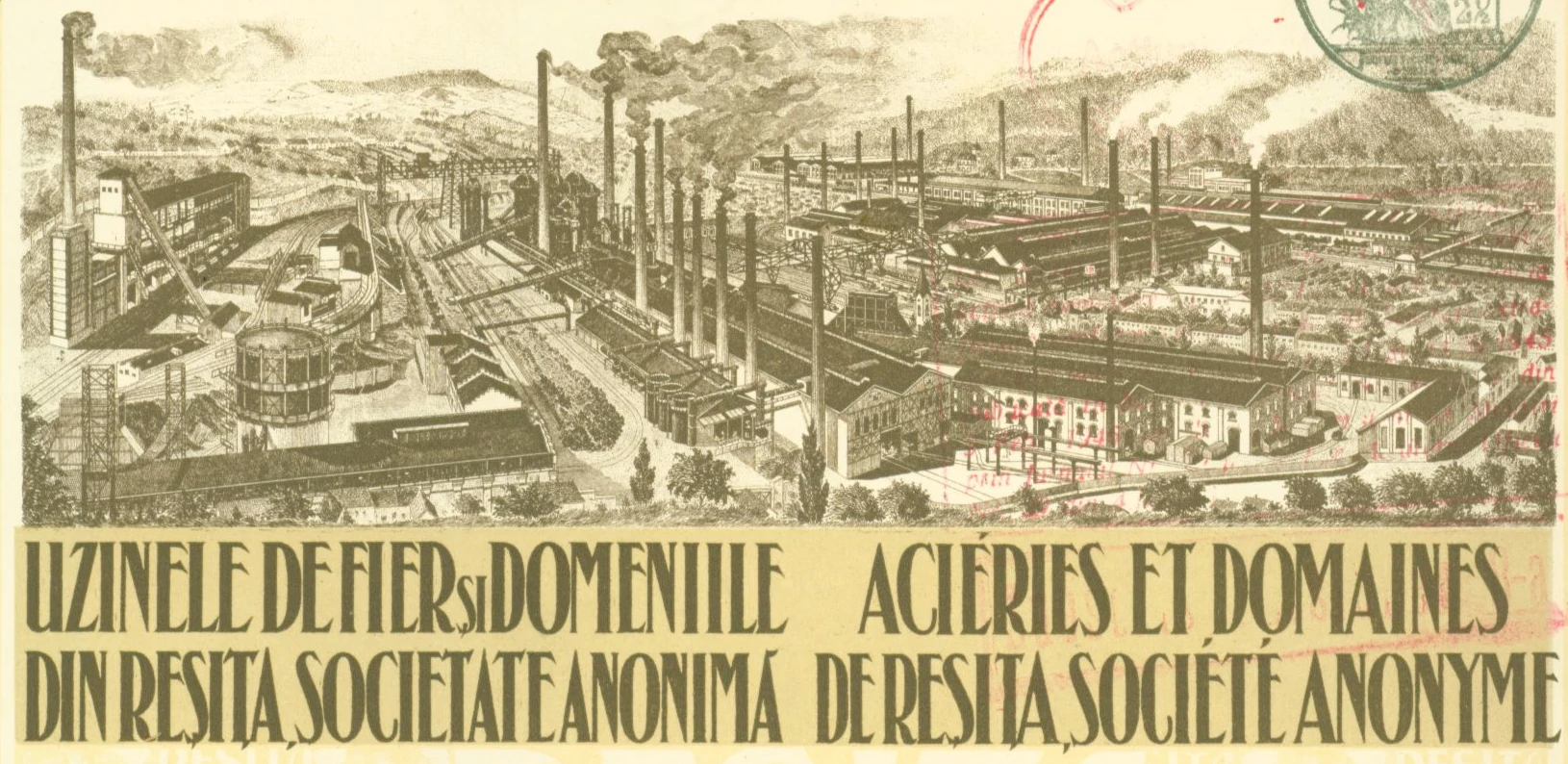
Reșițaer Eisenwerke und Domänen AG

Die Reșițaer Eisenwerke und Domänen AG wurden 1920 gegründet, um nach dem Ersten Weltkrieg die Banater Industrien und Domänen der österreichisch-ungarischen Staatseisenbahngesellschaft zu übernehmen, nachdem infolge des Vertrags von Trianon zwei Drittel des Banats durch Rumänien übernommen wurden.
Das bis Ende des Zweiten Weltkriegs als Aktiengesellschaft organisierte Unternehmen besaß das Steinkohlenbergwerk in Anina mit sechs Schächten sowie mehrere Hochöfen und ein Stahlwerk in Reșița mit Vorblockstrecke, Fassonstrecke, Grobblechstrecke, Mittelblechstrecke, Universaleisen-Walzwerk und Feinstrecke sowie einer Eisen- und Stahlgießerei und Radreifen-Walzwerk.
Außerdem betrieb es eine Lokomotivfabrik, Maschinen- und Landwirtschaftsmaschinenfabrik, Brückenbau, Radsatzfabrik und Elektromotorenfabrik in Reșița sowie sechs Kraftwerke zur Stromerzeugung. Es entwickelte sich später zu einer der größten Schwerindustriefirmen Rumäniens.

## Lokomotiven

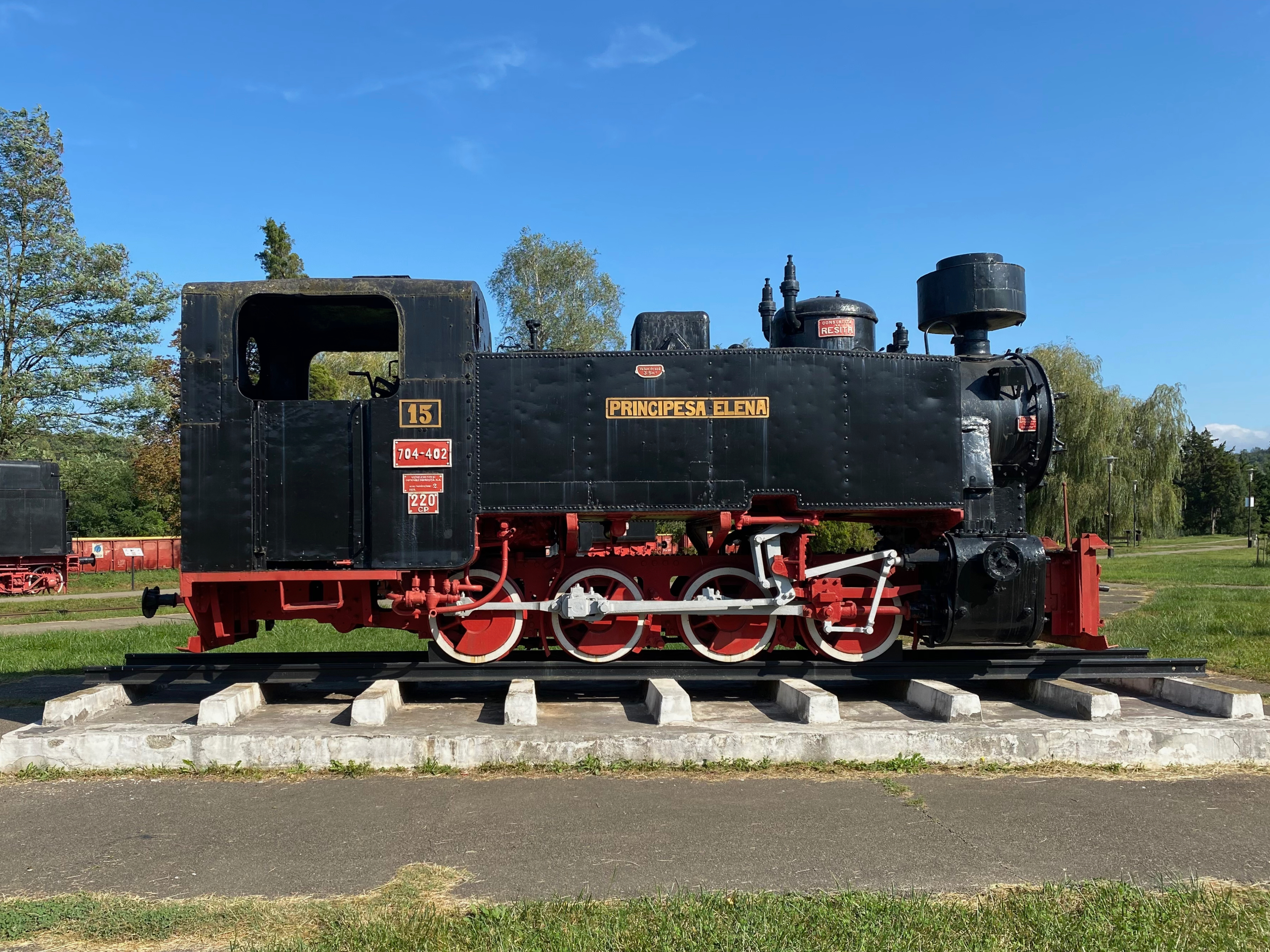
Principesa Elena

Es gab dort unter anderem zwei in Reșița hergestellte Dampflokomotiven mit vier gekuppelten Achsen, die nach Prinz Karl II. und seiner Gattin Prinzessin Elena des rumänischen Königshauses benannt waren:
- PRINCIPELE CAROL, Dt-n2, Serien-Nr. 704.401, Betriebs-Nr. 14, Werks-Nr. 1312/1952, L=7,10 m, v=30 km/h, 1970 verschrottet[5]
- PRINCIPESA ELENA, Dt-n2, Serien-Nr. 704.402, Betriebs-Nr. 15, Werks-Nr. 2/1925, L=6,80 m, G=18 t, v=30 km/h, P=220 PS, im Freilicht-Dampflokomotiven-Museum Reșița erhalten und unter freiem Himmel ausgestellt[5]